# Isla Los Guías
La isla Los Guías (en inglés: The Guides) son dos islas cubiertas con tussok, ubicadas cerca de la zona este de la entrada a la bahía de la Antártida a lo largo de la costa norte de Georgia del Sur. Trazado por la expedición antártica alemana bajo Filchner, entre 1911 y 1912. El nombre aparece en un gráfico basado en las encuestas de Georgia del Sur por parte de personal de Investigaciones Discovery en el período 1926-1930.
La isla es administrada por el Reino Unido como parte del territorio de ultramar de las Islas Georgias del Sur y Sandwich del Sur, pero también es reclamada por la República Argentina que la considera parte del departamento Islas del Atlántico Sur dentro de la provincia de Tierra del Fuego, Antártida e Islas del Atlántico Sur.